# Campeonato Carioca de Futebol Feminino de 2008
O Campeonato Carioca de Futebol Feminino de 2008 foi a 17ª edição da divisão principal do campeonato estadual de futebol feminino do Rio de Janeiro. A competição foi organizada pela Federação de Futebol do Estado do Rio de Janeiro (FERJ) e teve o Campo Grande como campeão.